# 宣汉站
宣汉站，位于中华人民共和国四川省达州市宣汉县胡家镇，是襄渝铁路上的火车站。由西安铁路局安康车务段管辖。

## 車站周邊
- 宇泰宾馆
- 巴山宾馆
- 胡家汽车站

## 外部連結
- 中国铁路客户服务中心（页面存档备份，存于）